# Henrik Tallinder
Henrik Tallinder (Stoccolma, 10 gennaio 1979) è un ex hockeista su ghiaccio svedese professionista che giocava nel ruolo di difensore.

## Palmarès

### Nazionale
- Campionato mondiale di hockey su ghiaccio: 1

 Svezia: 2013